# Jacques Mercier (historien)
Pour les articles homonymes, voir Jacques Mercier et Mercier.
Jacques Mercier, né le 19 octobre 1888 à Poitiers dans le département de la Vienne et mort pour la France à Loos-en-Gohelle dans le Pas-de-Calais le 11 mai 1915, est un poète et historien français du XXe siècle. Son nom est inscrit au Panthéon parmi les 560 écrivains morts au combat pendant la Première Guerre mondiale.

## Biographie
Jacques Gustave Paul Mercier, né le 19 octobre 1888 à Poitiers, est le fils de Paul Mercier (1864-1938), avocat et homme politique, et de Louise Françoise Félicie Ayrault (1864-1941). 
Il commence sa scolarité secondaire au lycée Fontanes à Niort puis poursuit en licence ès-lettres au lycée Louis-le-Grand à Paris qu'il obtient en 1909. Son intérêt pour l'archéologie l'amène à préparer le concours de l'École des Chartes où il est admis en novembre 1909,. Il fait son service militaire au 125e régiment d'infanterie d'octobre 1909 à septembre 1911 et en sort avec le grade de sergent. Il reprend ses études à l'École des Chartes en 1912 tout en suivant les conférences hebdomadaires de Charles Bémont comme élève-auditeur à l'École pratique des hautes études. 
Durant ses études à Paris, il devient membre de la Société historique et scientifique des Deux-Sèvres et devient très actif comme conférencier des universités populaires où il va exposer les résultats de ses lectures et de ses réflexions. Il est le père d'un enfant qu'il reconnait en mai 1914 à la mairie du 13e arrondissement de Paris. 
Ses études à l'École des Chartes ne sont pas terminée lorsqu'il est rappelé à Poitiers, en août 1914, à la 3e compagnie du 125e régiment d'infanterie lors de la mobilisation. Après avoir passé l'essentiel du mois d'août en Lorraine et participé à la bataille de la trouée de Charmes, il est nommé adjudant début septembre. Il est grièvement blessé aux jambes à la Fère-Champenoise en septembre 1914, ce qui lui vaut une citation : « le 9 septembre 1914, a maintenu son peloton pendant trois heures sous un feu des plus violents. Ayant reçu l'ordre de se replier vers dix heures, n'a quitté la tranchée que le dernier. Blessé aux deux jambes, a conservé son commandement et a repris l'offensive avec son bataillon. N'a quitté sa compagnie qu'à bout de forces, à 21 heures, sur les instances de son capitaine »,. Il est soigné à l'hôpital de Pamiers où il écrit son journal de campagne sur le premier de mois de combats. Il parait en épisodes d'octobre 1914 à janvier 1915 dans Le Mémorial des Deux-Sèvres et L'Avenir de la Vienne,. 
En janvier 1915, revenu au dépôt du régiment à Poitiers, il se porte volontaire pour remplacer un sous-officier plus âgé et père de famille lorsque des renforts doivent être envoyés au front à Ypres,. Il est promu sous-lieutenant en février 1915 et porté disparu le 11 mai 1915 lors de la bataille de l'Artois, à Loos-en-Gohelle,,. 
La citation qui accompagne sa distinction dans l'ordre le Légion d'honneur en précise les circonstances : « le 11 mai 1915, s'est élancé, en tête de sa section, à l'assaut des tranchées allemandes. Quoique blessé une première fois, a continué à courir à l'ennemi ; est tombé grièvement atteint par une seconde blessure après avoir dépassé la première tranchée allemande ». 

## Œuvres principales
- Un Mois de campagne, 1914-1915

## Distinctions
- Chevalier de la Légion d'honneur, à titre posthume, décret du 5 février 1921

## Hommages
- Le nom de Jacques Mercier est inscrit au Panthéon dans la liste des 560 écrivains morts pour la France[17].
- Son nom figure sur la plaque commémorative de l'École des Chartes à Paris, sur l'Anneau de la Mémoire à Notre-Dame-de-Lorette et le monument aux morts de Niort.